# Susan Pinker
Susan Pinker (Montreal, 12 de junio de 1957) es una psicóloga, escritora y columnista canadiense. 
Como columnista ha publicado regularmente en The Wall Street Journal y The Globe and Mail, y también ha escrito para The New York Times, The Guardian y The Times (Londres). Es conocida por dos de sus obras, los ensayos The Sexual Paradox: Men, Women and the Real Gender Gap —en español La paradoja sexual: hombres, mujeres y la verdadera brecha de género—, publicado en 2008, y The Village Effect: How Face-To-Face Contact Can Make Us Healthier and Happier —aún no traducido al español—, publicado en 2014. Su trabajo ha sido presentado en The Economist, Financial Times y Der Spiegel. 

## Educación
Susan Pinker estudió en la Universidad McGill y en la Universidad de Waterloo. Tras doctorarse, ha realizado 25 años de práctica clínica en psicología.  

## Obra periodística
Susan Pinker escribió sobre los avances en ciencias de la conducta en la  columna «Mind and Matter», que se publica los sábados en el Wall Street Journal.
En The Globe and Mail escribió mensualmente una columna titulada «Problem Solving» desde abril de 2003 hasta septiembre de 2010, renombrada como «The Business Brain» desde esa fecha hasta su desaparición en 2011, en la que exponía los avances en neurociencia, economía conductual y psicología social, aplicados al mundo empresarial.

## La paradoja sexual
Su libro más conocido, The Sexual Paradox: Men, Women and the Real Gender Gap,  es un ensayo sobre cómo las diferencias entre los sexos influyen en la elección y desempeño en los puestos de trabajo.  
Trata de explicar la paradoja que supone que mientras en la etapa escolar la mayoría de alumnos con problemas de aprendizaje y comportamiento son niños, y las niñas alcanzan mejores rendimientos más rápidamente, al llegar a la edad laboral el esquema se invierte, y son más numerosas las mujeres que trabajan en puestos con salarios más bajos, o abandonan tempranamente su carrera. Pinker sostiene que en este contexto, la discriminación sexista tiene un papel secundario, argumentando que tras décadas de educación no sexista e igualdad de oportunidades de acceso laboral, los hombres siguen superando en número a las mujeres en algunas categorías de oficios, por ejemplo los relacionados con finanzas, ciencias físicas, derecho o ingeniería.  
Susan Pinker se enfrenta en su obra a varias suposiciones: que los sexos serían equivalentes, que la inteligencia sería lo más importante para tener éxito, y que hombres y mujeres tendrían objetivos e intereses similares.  

## The Village Effect
The Village Effect: How Face-To-Face Contact Can Make Us Healthier and Happier combina narración con ciencia para mostrar de qué modo nuestros vínculos sociales, el contacto vecinal y las redes afectan a nuestro pensamiento, al aprendizaje, ayudan a ser más felices y resilientes, y aumentan la longevidad. Ha sido publicado en Canadá, EE. UU., Reino Unido, Polonia, Corea, China y Turquía.

## Premios
Ha sido reconocida con el premio de la Canadian Medical Association en 2000 por su trabajo, y por la Professional Writers Association of Canada en 2002 y 2010.
En 2009 obtuvo el premio William James Book Award por la Asociación Estadounidense de Psicología por su libro La paradoja sexual.
En 2014 la International Society for Intelligence Research (ISIR) le otorgó el Holden Prize. En 2015 obtuvo el Poynter Fellow in Journalism de la Universidad Yale.